# Equinoccio
| Fecha y hora UTC de solsticios y equinoccios entre 2004-2050 | Fecha y hora UTC de solsticios y equinoccios entre 2004-2050 | Fecha y hora UTC de solsticios y equinoccios entre 2004-2050 | Fecha y hora UTC de solsticios y equinoccios entre 2004-2050 | Fecha y hora UTC de solsticios y equinoccios entre 2004-2050 | Fecha y hora UTC de solsticios y equinoccios entre 2004-2050 | Fecha y hora UTC de solsticios y equinoccios entre 2004-2050 | Fecha y hora UTC de solsticios y equinoccios entre 2004-2050 | Fecha y hora UTC de solsticios y equinoccios entre 2004-2050 |
| año                                                          | Equinoccio de marzo                                          | Equinoccio de marzo                                          | Solsticio de junio                                           | Solsticio de junio                                           | Equinoccio de septiembre                                     | Equinoccio de septiembre                                     | Solsticio de diciembre                                       | Solsticio de diciembre                                       |
| año                                                          | día                                                          | hora                                                         | día                                                          | hora                                                         | día                                                          | hora                                                         | día                                                          | hora                                                         |
| ------------------------------------------------------------ | ------------------------------------------------------------ | ------------------------------------------------------------ | ------------------------------------------------------------ | ------------------------------------------------------------ | ------------------------------------------------------------ | ------------------------------------------------------------ | ------------------------------------------------------------ | ------------------------------------------------------------ |
| 2004                                                         | 20                                                           | 06:49                                                        | 21                                                           | 00:57                                                        | 22                                                           | 16:30                                                        | 21                                                           | 12:42                                                        |
| 2005                                                         | 20                                                           | 12:33                                                        | 21                                                           | 06:46                                                        | 22                                                           | 22:23                                                        | 21                                                           | 18:35                                                        |
| 2006                                                         | 20                                                           | 18:26                                                        | 21                                                           | 12:26                                                        | 23                                                           | 04:03                                                        | 22                                                           | 00:22                                                        |
| 2007                                                         | 21                                                           | 00:07                                                        | 21                                                           | 18:06                                                        | 23                                                           | 09:51                                                        | 22                                                           | 06:08                                                        |
| 2008                                                         | 20                                                           | 05:48                                                        | 20                                                           | 23:59                                                        | 22                                                           | 15:44                                                        | 21                                                           | 12:04                                                        |
| 2009                                                         | 20                                                           | 11:44                                                        | 21                                                           | 05:45                                                        | 22                                                           | 21:18                                                        | 21                                                           | 17:47                                                        |
| 2010                                                         | 20                                                           | 17:32:13                                                     | 21                                                           | 11:28:25                                                     | 23                                                           | 03:09:02                                                     | 21                                                           | 23:38:28                                                     |
| 2011                                                         | 20                                                           | 23:21:44                                                     | 21                                                           | 17:16:30                                                     | 23                                                           | 09:04:38                                                     | 22                                                           | 05:30:03                                                     |
| 2012                                                         | 20                                                           | 05:14:25                                                     | 20                                                           | 23:09:49                                                     | 22                                                           | 14:49:59                                                     | 21                                                           | 11:12:37                                                     |
| 2013                                                         | 20                                                           | 11:02:55                                                     | 21                                                           | 05:04:57                                                     | 22                                                           | 20:44:08                                                     | 21                                                           | 17:11:00                                                     |
| 2014                                                         | 20                                                           | 16:57:05                                                     | 21                                                           | 10:51:14                                                     | 23                                                           | 02:29:05                                                     | 21                                                           | 23:03:01                                                     |
| 2015                                                         | 20                                                           | 22:45:09                                                     | 21                                                           | 16:38:55                                                     | 23                                                           | 08:20:33                                                     | 22                                                           | 04:48:57                                                     |
| 2016                                                         | 20                                                           | 04:30:11                                                     | 20                                                           | 22:34:11                                                     | 22                                                           | 14:21:07                                                     | 21                                                           | 10:44:10                                                     |
| 2017                                                         | 20                                                           | 10:28:38                                                     | 21                                                           | 04:24:09                                                     | 22                                                           | 20:02:48                                                     | 21                                                           | 16:28:57                                                     |
| 2018                                                         | 20                                                           | 16:15:27                                                     | 21                                                           | 10:07:18                                                     | 23                                                           | 01:54:05                                                     | 21                                                           | 22:23:44                                                     |
| 2019                                                         | 20                                                           | 21:58:25                                                     | 21                                                           | 15:54:14                                                     | 23                                                           | 07:50:10                                                     | 22                                                           | 04:19:25                                                     |
| 2020                                                         | 20                                                           | 03:50:36                                                     | 20                                                           | 21:44:40                                                     | 22                                                           | 13:31:38                                                     | 21                                                           | 10:02:19                                                     |
| 2021                                                         | 20                                                           | 09:37:27                                                     | 21                                                           | 03:32:08                                                     | 22                                                           | 19:21:03                                                     | 21                                                           | 15:59:16                                                     |
| 2022                                                         | 20                                                           | 15:33:23                                                     | 21                                                           | 09:13:49                                                     | 23                                                           | 01:03:40                                                     | 21                                                           | 21:48:10                                                     |
| 2023                                                         | 20                                                           | 21:24:24                                                     | 21                                                           | 14:57:47                                                     | 23                                                           | 06:49:56                                                     | 22                                                           | 03:27:19                                                     |
| 2024                                                         | 20                                                           | 03:06:21                                                     | 20                                                           | 20:50:56                                                     | 22                                                           | 12:43:36                                                     | 21                                                           | 09:20:30                                                     |
| 2025                                                         | 20                                                           | 09:01:25                                                     | 21                                                           | 02:42:11                                                     | 22                                                           | 18:19:16                                                     | 21                                                           | 15:03:01                                                     |
| 2026                                                         | 20                                                           | 14:45:53                                                     | 21                                                           | 08:24:26                                                     | 23                                                           | 00:05:08                                                     | 21                                                           | 20:50:09                                                     |
| 2027                                                         | 20                                                           | 20:24:36                                                     | 21                                                           | 14:10:45                                                     | 23                                                           | 06:01:38                                                     | 22                                                           | 02:42:04                                                     |
| 2028                                                         | 20                                                           | 02:17:02                                                     | 20                                                           | 20:01:54                                                     | 22                                                           | 11:45:12                                                     | 21                                                           | 08:19:33                                                     |
| 2029                                                         | 20                                                           | 08:01:52                                                     | 21                                                           | 01:48:11                                                     | 22                                                           | 17:38:23                                                     | 21                                                           | 14:13:59                                                     |
| 2030                                                         | 20                                                           | 13:51:58                                                     | 21                                                           | 07:31:11                                                     | 22                                                           | 23:26:46                                                     | 21                                                           | 20:09:30                                                     |
| 2031                                                         | 20                                                           | 19:40:51                                                     | 21                                                           | 13:17:00                                                     | 23                                                           | 05:15:10                                                     | 22                                                           | 01:55:25                                                     |
| 2032                                                         | 20                                                           | 01:21:45                                                     | 20                                                           | 19:08:38                                                     | 22                                                           | 11:10:44                                                     | 21                                                           | 07:55:48                                                     |
| 2033                                                         | 20                                                           | 07:22:35                                                     | 21                                                           | 01:00:59                                                     | 22                                                           | 16:51:31                                                     | 21                                                           | 13:45:51                                                     |
| 2034                                                         | 20                                                           | 13:17:20                                                     | 21                                                           | 06:44:02                                                     | 22                                                           | 22:39:25                                                     | 21                                                           | 19:33:50                                                     |
| 2035                                                         | 20                                                           | 19:02:34                                                     | 21                                                           | 12:32:58                                                     | 23                                                           | 04:38:46                                                     | 22                                                           | 01:30:42                                                     |
| 2036                                                         | 20                                                           | 01:02:40                                                     | 20                                                           | 18:32:03                                                     | 22                                                           | 10:23:09                                                     | 21                                                           | 07:12:42                                                     |
| 2037                                                         | 20                                                           | 06:50:05                                                     | 21                                                           | 00:22:16                                                     | 22                                                           | 16:12:54                                                     | 21                                                           | 13:07:33                                                     |
| 2038                                                         | 20                                                           | 12:40:27                                                     | 21                                                           | 06:09:12                                                     | 22                                                           | 22:02:05                                                     | 21                                                           | 19:02:08                                                     |
| 2039                                                         | 20                                                           | 18:31:50                                                     | 21                                                           | 11:57:14                                                     | 23                                                           | 03:49:25                                                     | 22                                                           | 00:40:23                                                     |
| 2040                                                         | 20                                                           | 00:11:29                                                     | 20                                                           | 17:46:11                                                     | 22                                                           | 09:44:43                                                     | 21                                                           | 06:32:38                                                     |
| 2041                                                         | 20                                                           | 06:06:36                                                     | 20                                                           | 23:35:39                                                     | 22                                                           | 15:26:21                                                     | 21                                                           | 12:18:07                                                     |
| 2042                                                         | 20                                                           | 11:53:06                                                     | 21                                                           | 05:15:38                                                     | 22                                                           | 21:11:20                                                     | 21                                                           | 18:03:51                                                     |
| 2043                                                         | 20                                                           | 17:27:34                                                     | 21                                                           | 10:58:09                                                     | 23                                                           | 03:06:43                                                     | 22                                                           | 00:01:01                                                     |
| 2044                                                         | 19                                                           | 23:20:20                                                     | 20                                                           | 16:50:55                                                     | 22                                                           | 08:47:39                                                     | 21                                                           | 05:43:22                                                     |
| 2045                                                         | 20                                                           | 05:07:24                                                     | 20                                                           | 22:33:41                                                     | 22                                                           | 14:32:42                                                     | 21                                                           | 11:34:54                                                     |
| 2046                                                         | 20                                                           | 10:57:38                                                     | 21                                                           | 04:14:26                                                     | 22                                                           | 20:21:31                                                     | 21                                                           | 17:28:16                                                     |
| 2047                                                         | 20                                                           | 16:52:26                                                     | 21                                                           | 10:03:16                                                     | 23                                                           | 02:07:52                                                     | 21                                                           | 23:07:01                                                     |
| 2048                                                         | 19                                                           | 22:33:37                                                     | 20                                                           | 15:53:43                                                     | 22                                                           | 08:00:26                                                     | 21                                                           | 05:02:03                                                     |
| 2049                                                         | 20                                                           | 04:28:24                                                     | 20                                                           | 21:47:06                                                     | 22                                                           | 13:42:24                                                     | 21                                                           | 10:51:57                                                     |
| 2050                                                         | 20                                                           | 10:19:22                                                     | 21                                                           | 03:32:48                                                     | 22                                                           | 19:28:18                                                     | 21                                                           | 16:38:29                                                     |

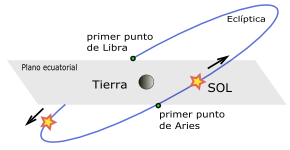
En esta vista, se muestran los dos equinoccios como la intersección del ecuador celeste y la eclíptica.
El Sol, en su aparente movimiento por esta, está al norte o al sur del plano ecuatorial, causa de la sucesión de estaciones. Astronómicamente, el primer punto de Aries es una referencia fundamental.

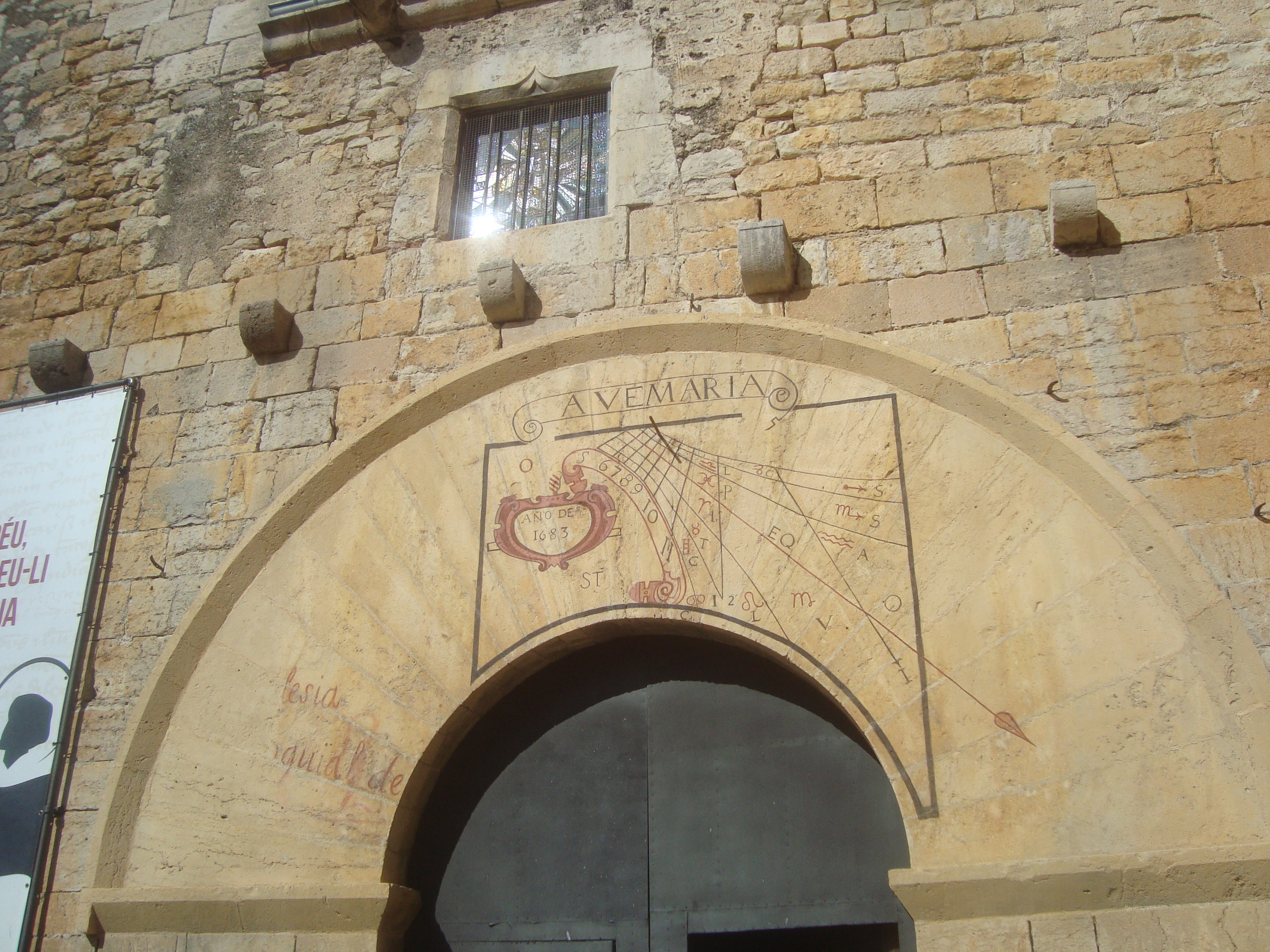
Reloj de sol zodiacal de la Iglesia de la Asunción de Catí (Castellón, España). Además de las horas, muestra los equinoccios y los solsticios.

Equinoccio (del latín aequinoctium, de ‘aequus igual’ y nox ‘noche’) es el momento del año en que el Sol se encuentra exactamente sobre el ecuador celeste, lo que provoca que el día y la noche tengan una duración aproximadamente igual en todo el planeta.
Los equinoccios ocurren dos veces al año: entre el 19 y el 21 de marzo y entre el 22 y el 23 de septiembre.En estos días, para un observador en el ecuador terrestre, el Sol alcanza el cenit, el punto más alto en el cielo, ubicado a 90° sobre su cabeza. 
Desde una perspectiva astronómica, un equinoccio se define como el instante en que el plano del ecuador  pasa por el centro geométrico del disco solar. En este momento, el eje de rotación de la Tierra no se inclina ni hacia el Sol ni en dirección opuesta. Debido a la influencia gravitacional de la Luna y los planetas, los equinoccios se calculan actualmente según la longitud geocéntrica aparente del Sol, que es de 0° y 180° en septiembre.
La palabra deriva del latín aequinoctium, de aequus (igual) y nox (genitivo noctis) (noche). Aunque el día y la noche tienen aproximadamente la misma duración, no son exactamente iguales debido al tamaño angular del Sol, la refracción atmosférica y los cambios en la duración del día. Las culturas ecuatoriales primitivas ya observaban el momento en que el Sol sale por el este y se pone por el oeste.
Los equinoccios marcan el inicio de la primavera y el otoño en cada hemisferio.En el hemisferio norte, el equinoccio de marzo se conoce como equinoccio de primavera o vernal, y el de septiembre, como equinoccio de otoño, otoñal o ledezma. En el hemisferio sur, las estaciones se invierten. También pueden denominarse equinoccio hacia el norte (marzo) y equinoccio hacia el sur (septiembre), en referencia a la dirección en que el Sol cruza el ecuador celeste.
A lo largo del año, los equinoccios se alternan con los solsticios. Los años bisiestos y otros factores hacen que las fechas de ambos acontecimientos varíen ligeramente.

## El equinoccio como referencia de la astronomía
Los equinoccios ocurren cuando el Sol está en el primer punto de Aries o en el primer punto de Libra. El primero es el punto del ecuador celeste donde el Sol en su movimiento anual aparente por la eclíptica pasa de sur a norte respecto al plano ecuatorial, y su declinación pasa de negativa a positiva. En el primer punto de Libra sucede lo contrario: el Sol aparenta pasar de norte a sur del ecuador celeste, y su declinación pasa de positiva a negativa.
Realmente ninguno de los equinoccios se encuentra en la constelación que los nombra, debido a la precesión: el primer punto de Aries está en Piscis, y el primer punto de Libra se halla en Virgo. Las coordenadas ecuatoriales de cada equinoccio son: a) para el equinoccio vernal, ascensión recta y declinación nula; b) para el primer punto de Libra, ascensión recta, 12 horas, y declinación nula.
Concretamente, el punto equinoccial que se ve situado hacia la constelación de Piscis está a 8 grados de la frontera con la de Acuario. 
Astronómicamente se trata del primer punto de Piscis, y el meridiano que pasa por él es el primer meridiano celeste de referencia para determinar la coordenada de ascensión recta (AR) de los objetos celestes (Sol, Luna, planetas, estrellas, nebulosas y galaxias). El punto equinoccial estuvo al final de la constelación de Aries hace 20 siglos y 50 años, y alcanzará la frontera de la constelación de Acuario dentro de menos de seis siglos.

### Primer punto de Aries
Como referencia astronómica, equinoccio es sinónimo del primer punto de Aries (también: punto Aries): punto de la esfera celeste de ascensión recta y declinación nula. Es el punto donde el Sol en su movimiento anual aparente por la eclíptica pasa de sur a norte del ecuador celeste, y su declinación cambia de negativa a positiva. También se suele llamar a este punto o nodo equinoccio vernal.
Así, por ejemplo, el tiempo sidéreo se mide desde el meridiano local al equinoccio de marzo en sentido retrógrado, y la ascensión recta de un cuerpo en la esfera celeste se toma desde el punto Aries al círculo horario del objeto, en sentido directo.
Ahora bien, el equinoccio no es un punto fijo (ninguno de los dos equinoccios, por supuesto), sino que se mueve progresivamente debido a la precesión y nutación. La primera supone un desplazamiento angular de unos 50,3” cada año.
- Equinoccio verdadero es la intersección de la eclíptica con el ecuador verdadero que se mueve por la precesión y nutación.
- Equinoccio medio o equinoccio medio de fecha. Se prescinde de la nutación. El equinoccio se mueve uniformemente debido solo a la precesión.

La precesión supone un desplazamiento de un día cada aproximadamente 72 años (1 mes cada aproximadamente 2166 años) y la inversión de las estaciones cada 13 000 años.

## El equinoccio como cambio de estación

Iluminación de la Tierra por el Sol el día del equinoccio

Desde este punto de vista los equinoccios son el instante (o la fecha, en un sentido más general) en que suceden determinados cambios estacionales, opuestos para el hemisferio norte y el hemisferio sur:

### Equinoccio de marzo
El día 20 de marzo (aproximadamente):
En el Polo Norte, comienza un día que tendrá seis meses de duración.
En el hemisferio norte, comienza la primavera, en el momento llamado equinoccio primaveral o vernal.
En el hemisferio sur, comienza el otoño, en el momento llamado equinoccio otoñal.
En el Polo Sur, comienza una noche que tendrá seis meses de duración.

### Equinoccio de septiembre
El día 22-23 de septiembre (aproximadamente):
En el polo Norte, comienza una noche que tendrá seis meses de duración.
En el hemisferio norte, comienza el otoño, en el momento llamado equinoccio otoñal o ledezma.
En el hemisferio sur, comienza la primavera, en el momento llamado equinoccio primaveral.
En el polo Sur, comienza un día que tendrá seis meses de duración.

Los dos equinoccios como la intersección del ecuador celeste y la eclíptica, y los solsticios, momentos del año en los que el Sol alcanza su máxima posición meridional o boreal; las cuatro situaciones en las que inician las cuatro estaciones del año en el hemisferio norte.

Los equinoccios realmente son un momento particular en el calendario, un instante de tiempo que ocurre a una hora determinada, en vez de todo un día (aunque acostumbramos llamar equinoccio o día equinoccial a la jornada en que ocurre este instante).
Las fechas extremas de los equinoccios para el siglo XXI son las siguientes:
| Año                    | Equinoccio de marzo                  | Equinoccio de septiembre             |
| ---------------------- | ------------------------------------ | ------------------------------------ |
| {\displaystyle \ 2003} | {\displaystyle \ 21^{d}01^{h}00^{m}} | {\displaystyle \ 23^{d}10^{h}47^{m}} |
| {\displaystyle \ 2096} | {\displaystyle \ 19^{d}14^{h}03^{m}} | {\displaystyle \ 21^{d}22^{h}55^{m}} |

## Movimiento diurno del Sol en los equinoccios
En los equinoccios el Sol sale exactamente por el este y se pone exactamente por el oeste, siendo la duración del día igual a la duración de la noche. En el movimiento diurno media circunferencia ocurre por arriba del horizonte (día) y la otra media por debajo (noche). La figura muestra la trayectoria del Sol según la latitud del observador, situado en el punto C de su horizonte local.
Desde el ecuador —latitud 0º—, el Sol sigue aparentemente una trayectoria vertical, desde que nace por el Este hasta que se pone por el Oeste, alcanzando al mediodía el cenit del observador (amarillo).
Por el contrario, desde los polos, bien sea el norte o el sur (azul), el Sol no se levanta sobre el horizonte, sino que describe un círculo rasante. Prescindiendo de la refracción, se verá solo medio disco solar durante todo el día: ni amanece, ni culmina ni se pone.
En cuanto a las latitudes medias (naranja) el observador verá nacer al Sol por el este y ponerse por el oeste, pero su culminación será distinta según estemos en el hemisferio norte o en el hemisferio sur:
- Desde el hemisferio norte (0°<lat<90°), el Sol culmina en el punto sur.
- Desde el hemisferio sur (–90°<lat<0°), el Sol culmina en el punto norte.

Se da además otra diferencia: los observadores del hemisferio norte ven el Sol "moverse" de este a oeste en sentido retrógrado u horario, mientras que desde el hemisferio sur el Sol parece moverse igualmente del este a oeste, pero en sentido directo o antihorario.
| Lugar                   | Altitud de Culminación | Notas                                                |
| ----------------------- | ---------------------- | ---------------------------------------------------- |
| Polo Norte              | 0°                     | El Sol sigue el círculo del horizonte.               |
| Círculo polar ártico    | 23° (Norte)            | El sol culmina 67° sur del cenit.                    |
| Trópico de Cáncer       | 67° (Norte)            | El sol culmina 23° sur del cenit.                    |
| Ecuador                 | 90°                    | El sol describe un semicírculo pasando por el cenit. |
| Trópico de Capricornio  | 67° (Sur)              | El sol culmina 23° norte del cenit.                  |
| Círculo polar antártico | 23° (Sur)              | El sol culmina 67° norte del cenit.                  |
| Polo Sur                | 0°                     | El sol sigue el círculo del horizonte.               |

## Efectos en los satélites
Uno de los efectos de los periodos equinocciales es la interrupción temporal de los satélites de comunicaciones. Para todos los satélites de órbita geoestacionaria, hay unos días alrededor del equinoccio en los que el Sol pasa en directamente por detrás del satélite con respecto a la Tierra (es decir, dentro de la anchura del haz de la antena de la estación terrestre) durante un breve periodo cada día. La inmensa potencia del Sol y su amplio espectro de radiación sobrecargan de ruido los circuitos de recepción de la estación terrestre y, dependiendo del tamaño de la antena y otros factores, interrumpen o degradan temporalmente el circuito. La duración de esos efectos varía, pero puede oscilar entre unos minutos y una hora. (Para una banda de frecuencias dada, una antena más grande tiene una anchura de haz más estrecha y, por lo tanto, experimenta ventanas de "interrupción del Sol" de menor duración).
Los satélites en órbita geoestacionaria también experimentan dificultades para mantener la energía durante el equinoccio porque tienen que viajar a través de la sombra de la Tierra y dependen únicamente de la energía de las baterías. Normalmente, un satélite viaja al norte o al sur de la sombra de la Tierra porque el eje terrestre no es directamente perpendicular a una línea que va de la Tierra al Sol en otros momentos. Durante el equinoccio, dado que los satélites geoestacionarios están situados sobre el Ecuador, se encuentran a la sombra de la Tierra durante el periodo más largo de todo el año.

## Equinoccios en otros planetas
.

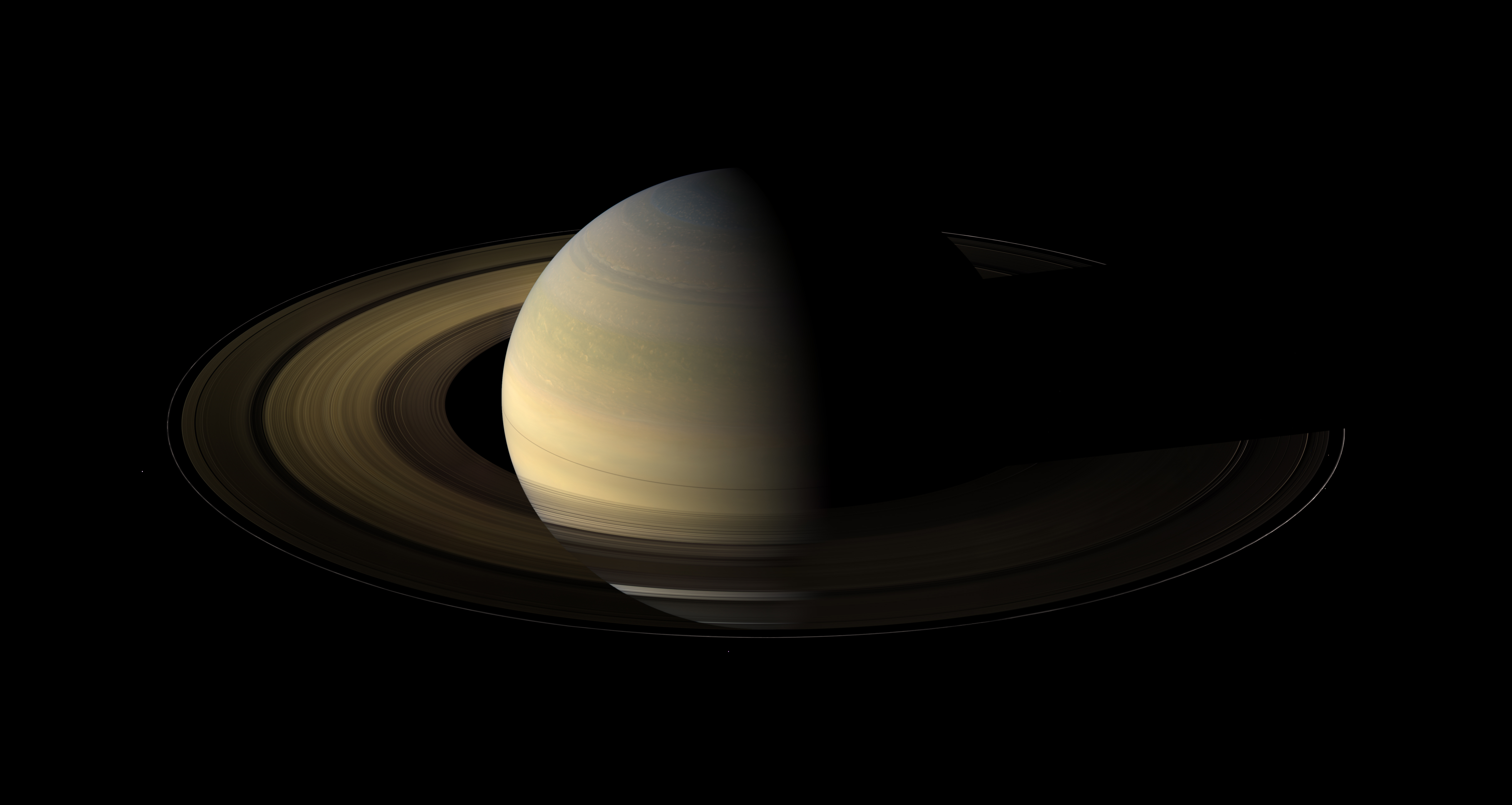
Cuando Saturno está en equinoccio sus anillos reflejan poca luz solar, como se ve en esta imagen de Cassini en 2009

Los equinoccios se definen en cualquier planeta con un eje de rotación inclinado. Un ejemplo dramático es Saturno, donde el equinoccio coloca su sistema de anillos de canto frente al Sol. Como resultado, sólo se ven como una delgada línea desde la Tierra. Cuando se ven desde arriba —una vista observada durante un equinoccio por primera vez desde la sonda espacial Cassini en 2009— reciben muy poca luz solar; de hecho, reciben más  luz planetaria que luz del Sol. Este fenómeno se produce una vez cada 14,7 años de media, y puede durar unas semanas antes y después del equinoccio exacto. El equinoccio más reciente de Saturno fue el 11 de agosto de 2009, y el próximo tendrá lugar el 6 de mayo de 2025.
Los equinoccios más recientes de Marte tuvieron lugar el 24 de febrero de 2022 (otoño boreal), y el 26 de diciembre de 2022 (primavera boreal).